# Casa di Cecilio Giocondo

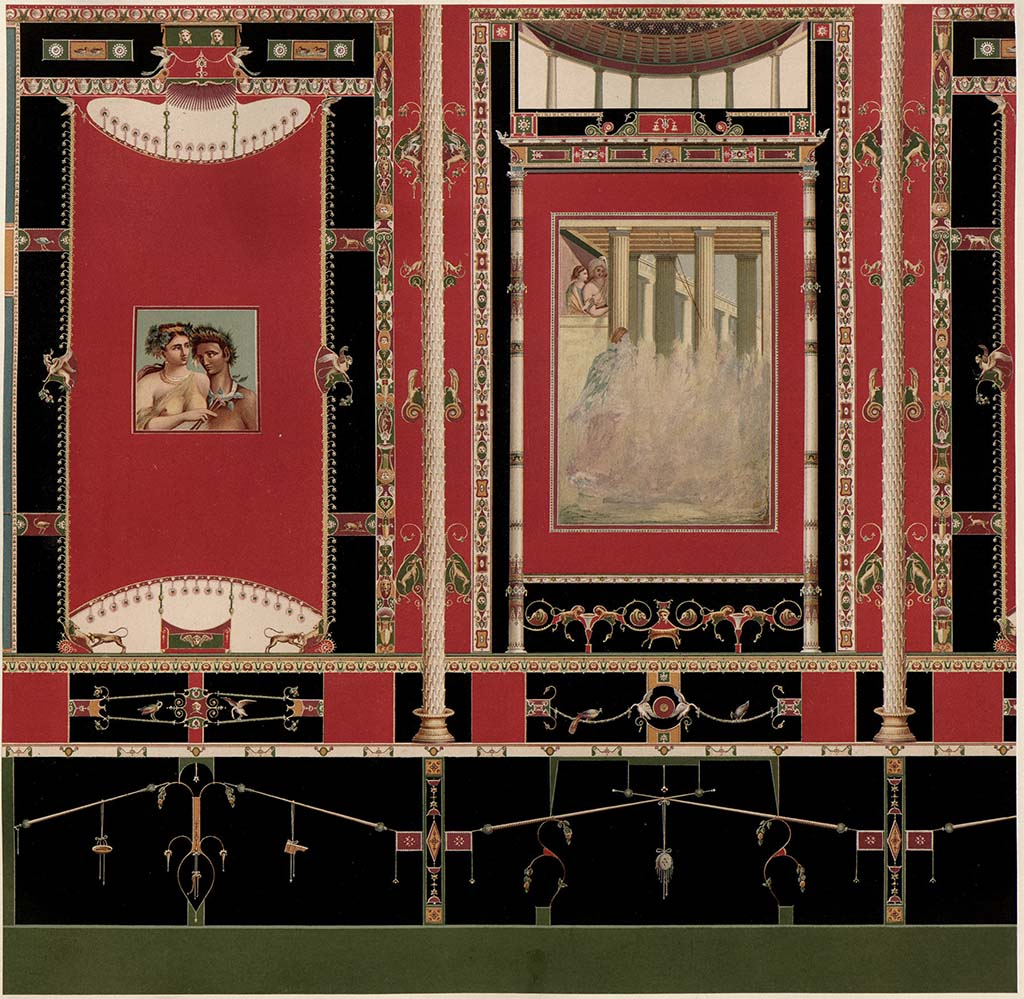
Malerei im Tablinum, Kopie des 19. Jahrhunderts

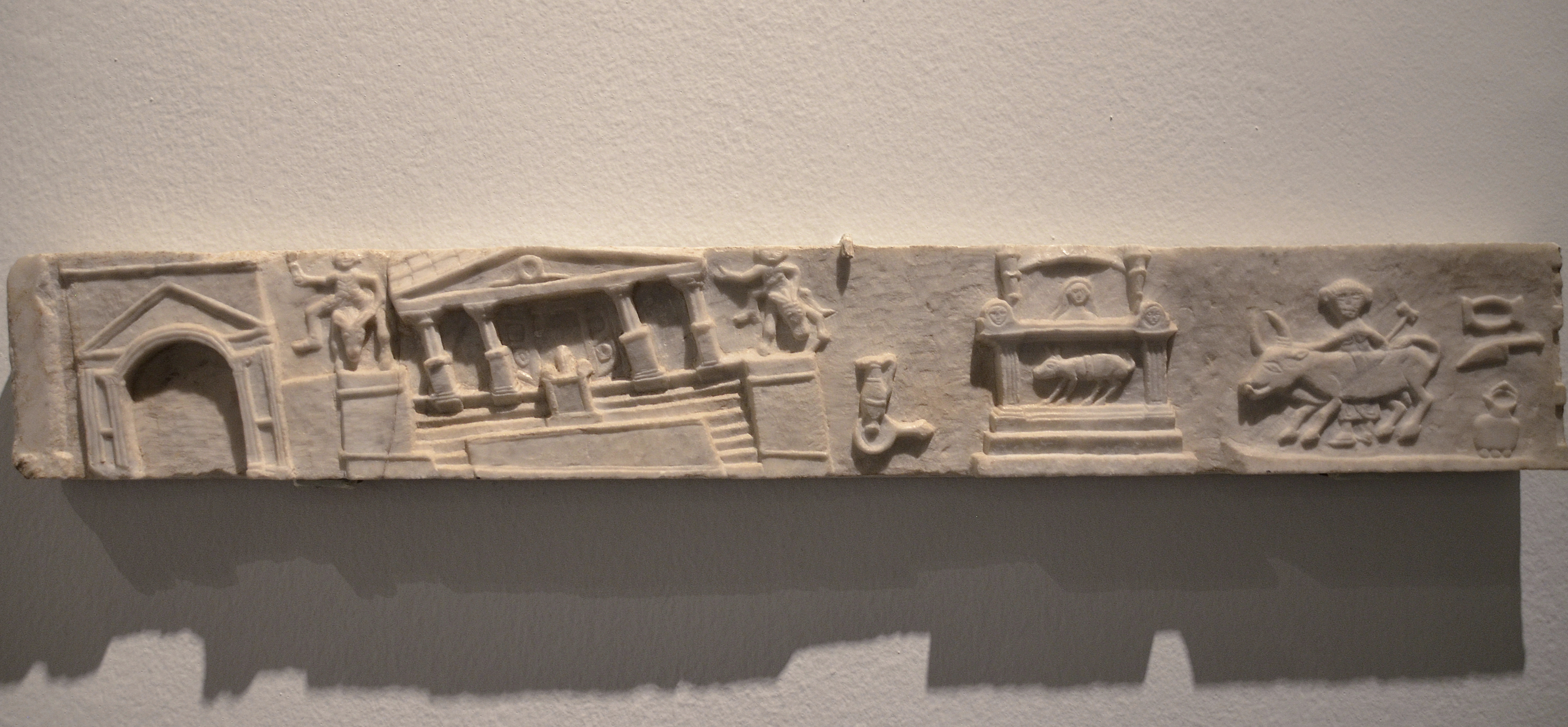
Relief mit Darstellung des Erdbebens von 62 n. Chr.

Bei der Casa di Cecilio Giocondo (Haus des Caecilius Jucundus) handelt es sich um ein großes, reich ausgestattetes Wohnhaus einer wohlhabenden Familie in Pompeji (V.1.26). Das Haus wurde zum Teil 1844 und dann 1875 vollständig ausgegraben. Aus dem Haus stammen zahlreiche Wandmalereien und hier fanden sich 154 beschriftete Wachstafeln des letzten Hausbesitzers, die zwischen 15 und 62 n. Chr. datieren.

## Beschreibung
Von den Fauces, deren Boden ein Mosaik mit einem Hund zeigt, gelangt man direkt in das Atrium. Links vom Eingang steht das Lararium (der häusliche Kultschrein) des Hauses, das mit einem Relief geschmückt ist (heute im Antiquarium von Pompeji). Es zeigt in etwas unbeholfener Art das Erdbeben von 62 n. Chr. Man sieht auf dem Relief, wie ein Tor umkippt. Daneben steht ein Tempel. Rechts und links davon sind zwei Reiterstatuen dargestellt. Vor dem Tempel befindet sich ein Altar. Mit hoher Wahrscheinlichkeit ist hier der Jupitertempel von Pompeji gemeint. Beim Tor handelt es sich somit um das, welches im Forum neben dem Jupitertempel steht. Ein zweites Relief wurde über dem Lararium in neuerer Zeit in die Wand gemauert. Sein originaler Fundort ist unbekannt und es ist nicht einmal sicher, ob es überhaupt aus diesem Haus stammt. Auch hier sind Ereignisse um das Erdbeben von 62 dargestellt. Letzteres Relief wurde 1975 gestohlen, tauchte aber 2023 wieder in Belgien auf. Direkt gegenüber den Fauces befindet sich das Tablinum. Es ist mit Malereien im 3. Stil dekoriert, die zu den besten dieses Stils gehören. Die Malereien sind heute sehr verblasst. Alte Zeichnungen überliefern ihr einstiges Aussehen. Neben dem Tablinum stand auch eine Büste des Hausbesitzers. In einem Raum beim Peristyl fand sich das Archiv des Caecilius Jucundus, der das Haus zuletzt bewohnte. Ein Großteil der Räume des Hauses ist mit Wandmalereien dekoriert. Sie sind heute meist stark verblasst. Einzelne Gemälde wurde schon früh aus der Wand geschnitten und befinden sich heute im Archäologischen Nationalmuseum Neapel.

## Das Archiv
Im Jahr 1875 fanden sich die Wachstafeln des Bankiers (coactor argentarius) Lucius Caecilius Iucundus. Sie lagen einst in einer Truhe, die im ersten Stock, in einem Raum beim Peristyl, stand. Die älteste Tafel datiert 15. n. Chr. und gehört dem Caecilius Felix, der eventuell der Vater des Lucius Caecilius Iucundus war. Die letzte Tafel datiert vom Januar 62 n. Chr., einen Monat bevor die Stadt durch einen Erdbeben verwüstet wurde. Lucius Caecilius Iucundus war Mittelsmann zwischen Käufer und Verkäufer bei Auktionen. Bei den meisten Texten handelt es sich um Bestätigungen für Verkäufe. Sie enthalten deshalb oftmals lange Listen von Zeugen. Die Texte belegen unterschiedliche Niveaus an Schriftlichkeit. Ein Text ist in Latein mit griechischen Buchstaben geschrieben. Andere Texte sind in schlechtem Latein verfasst.

## Galerie

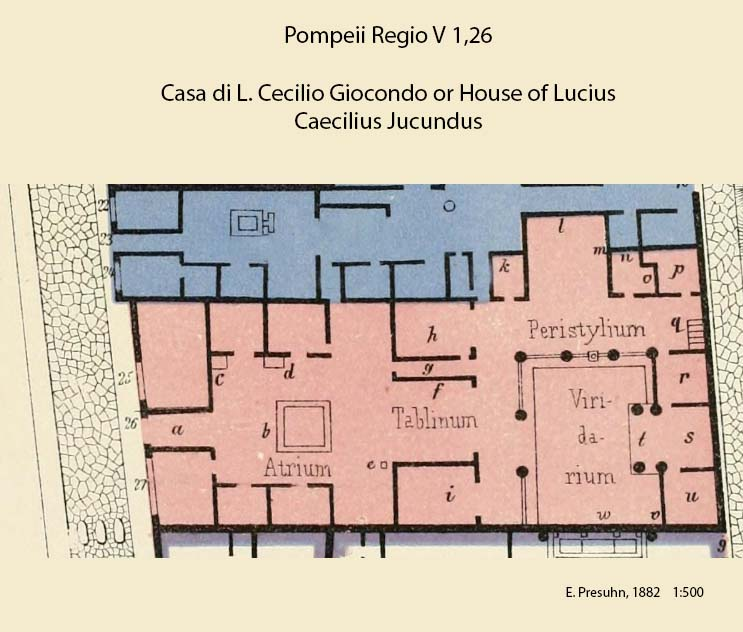
Grundriss des Hauses
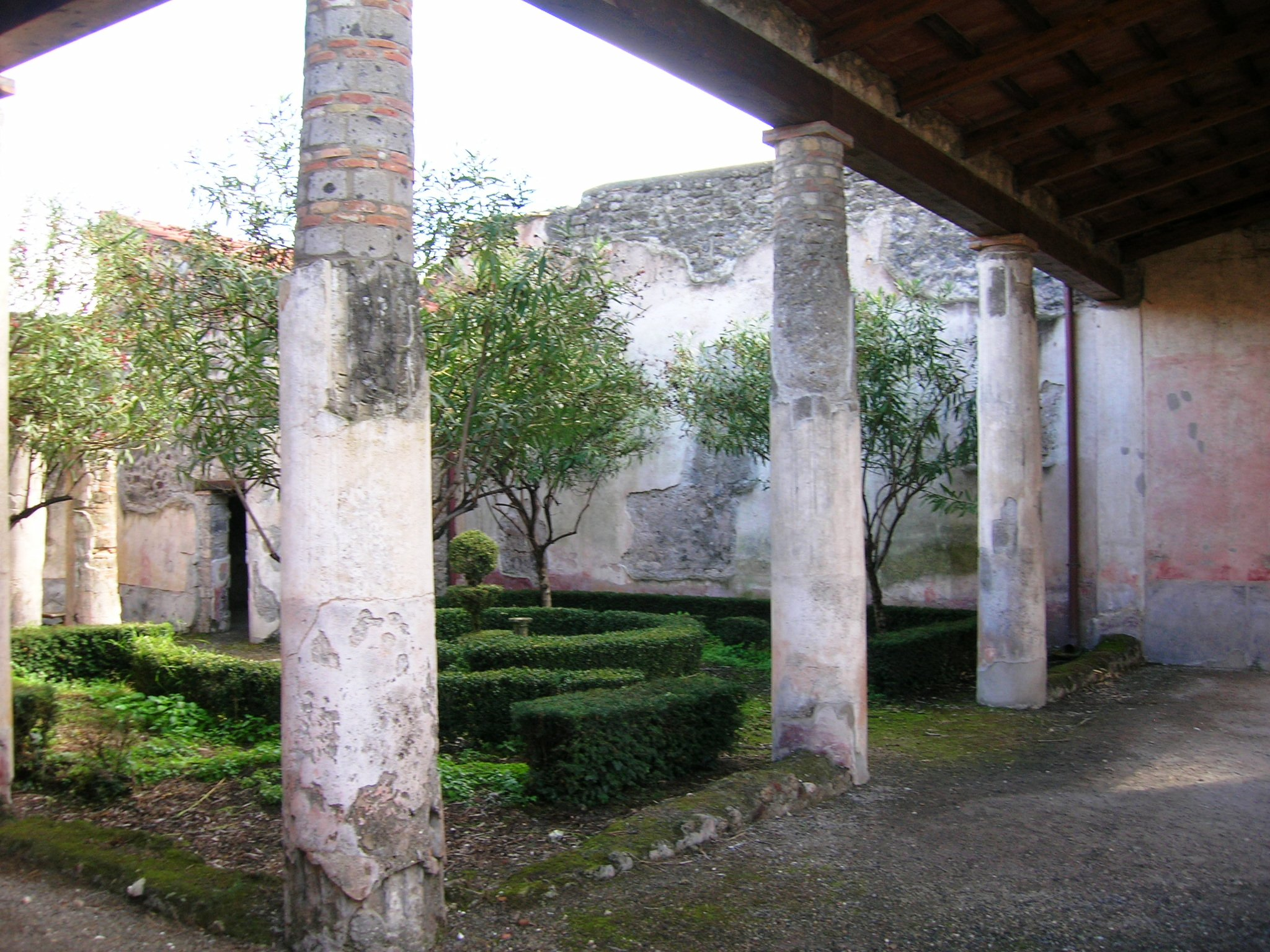
Peristyl
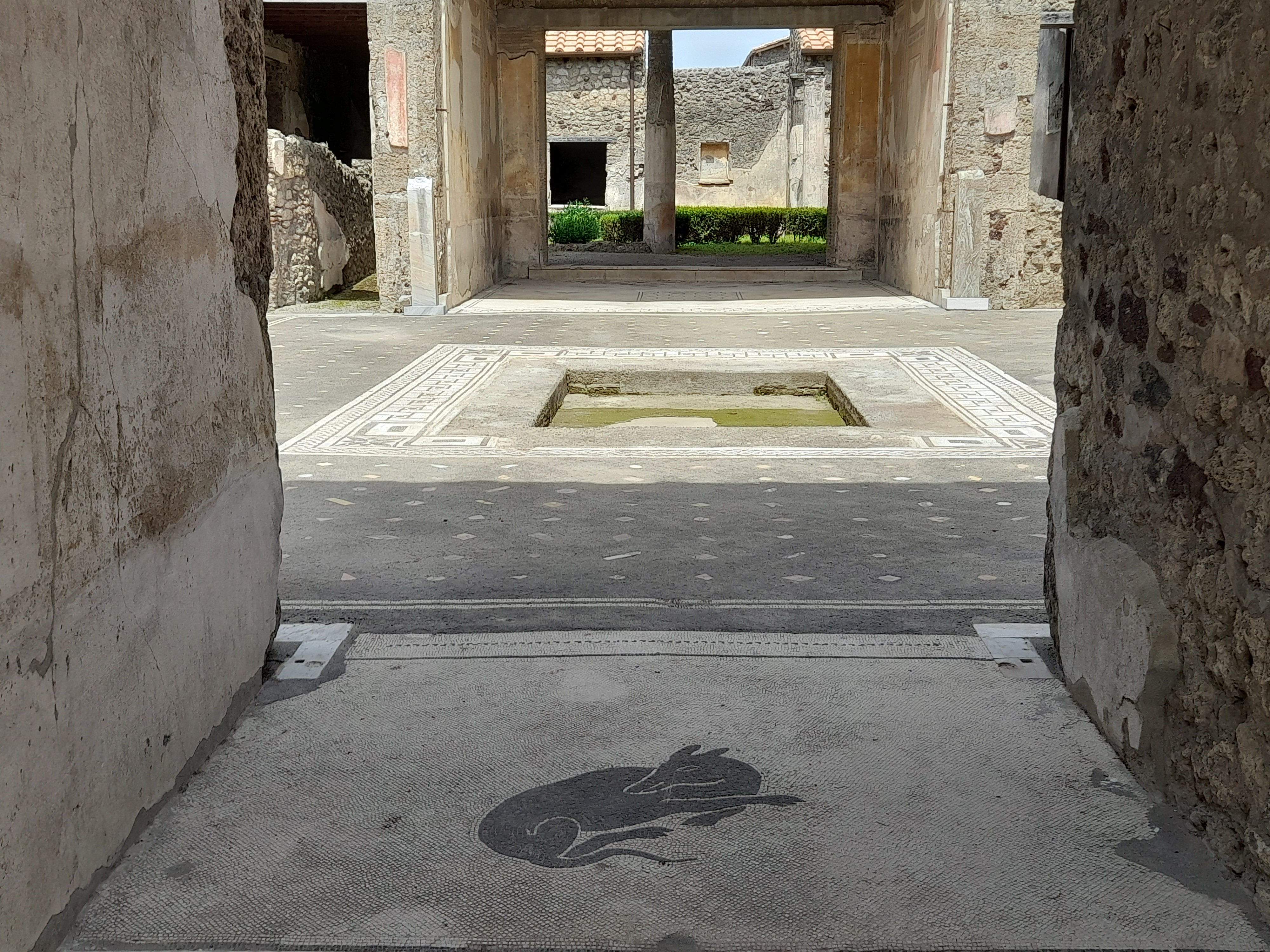
Mosaik mit Hund, Eingang zum Haus
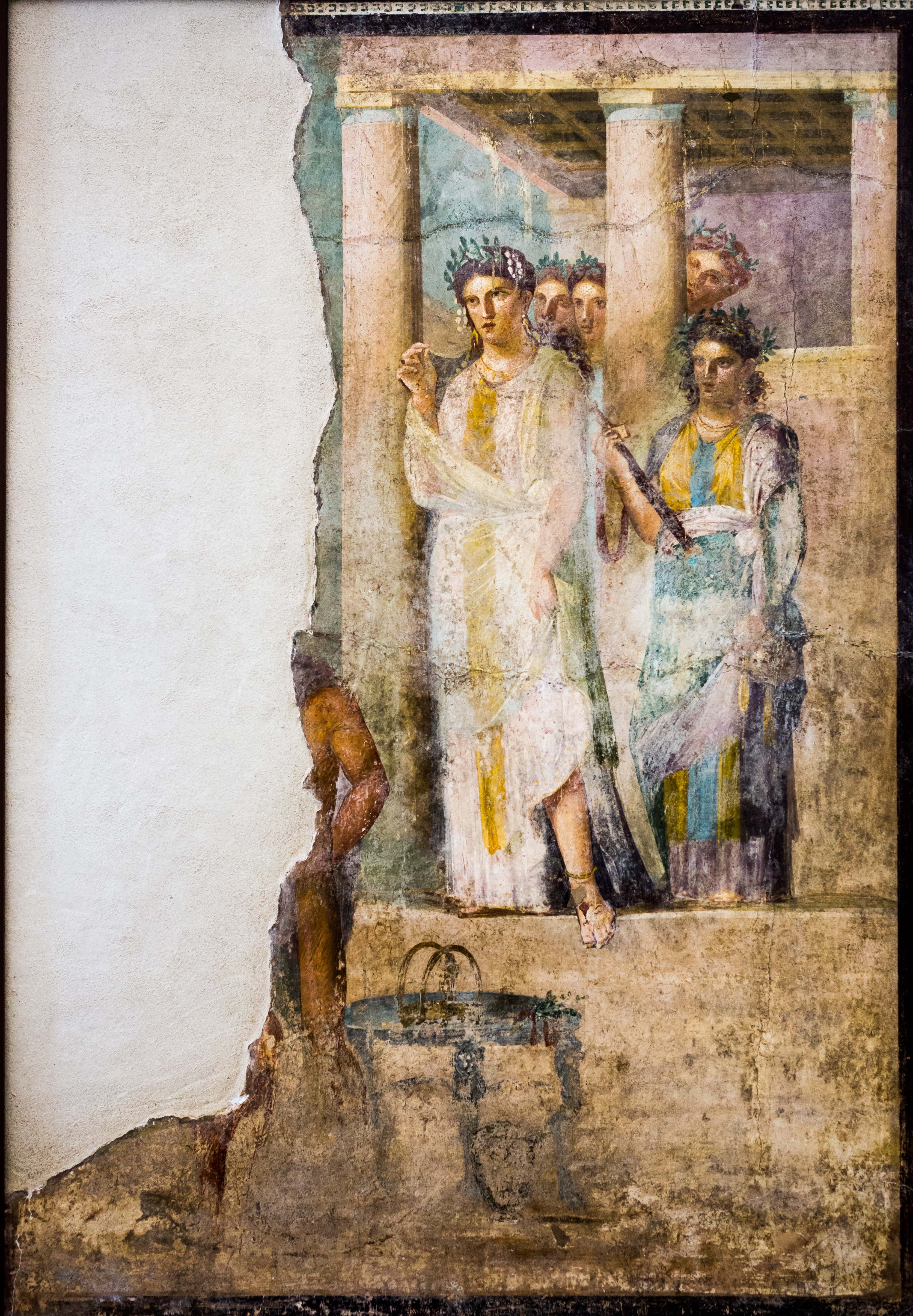
Iphigenie auf der Tauris, Wandgemälde aus dem Tablinum, heute Neapel
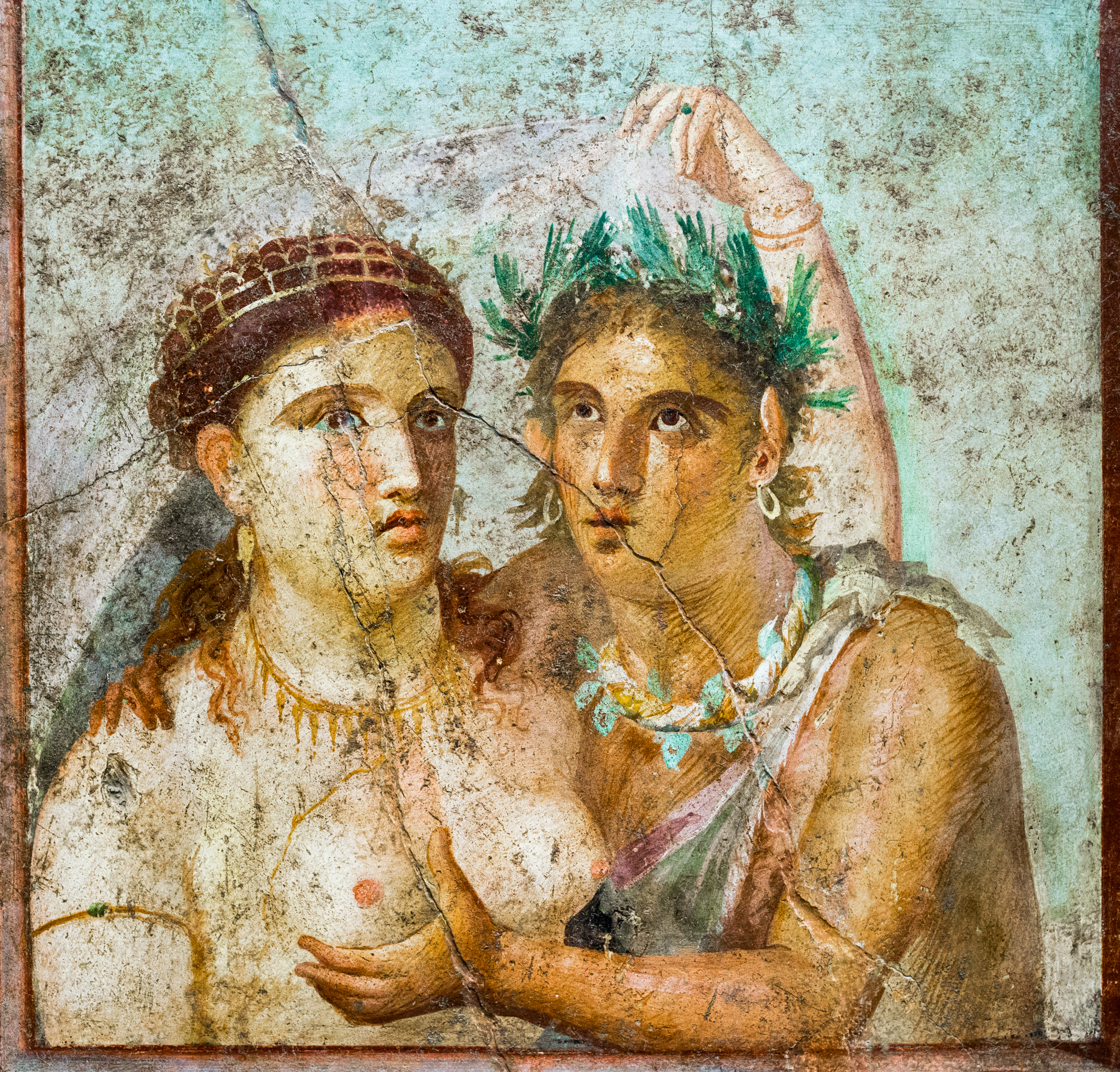
Satyr und Mänade
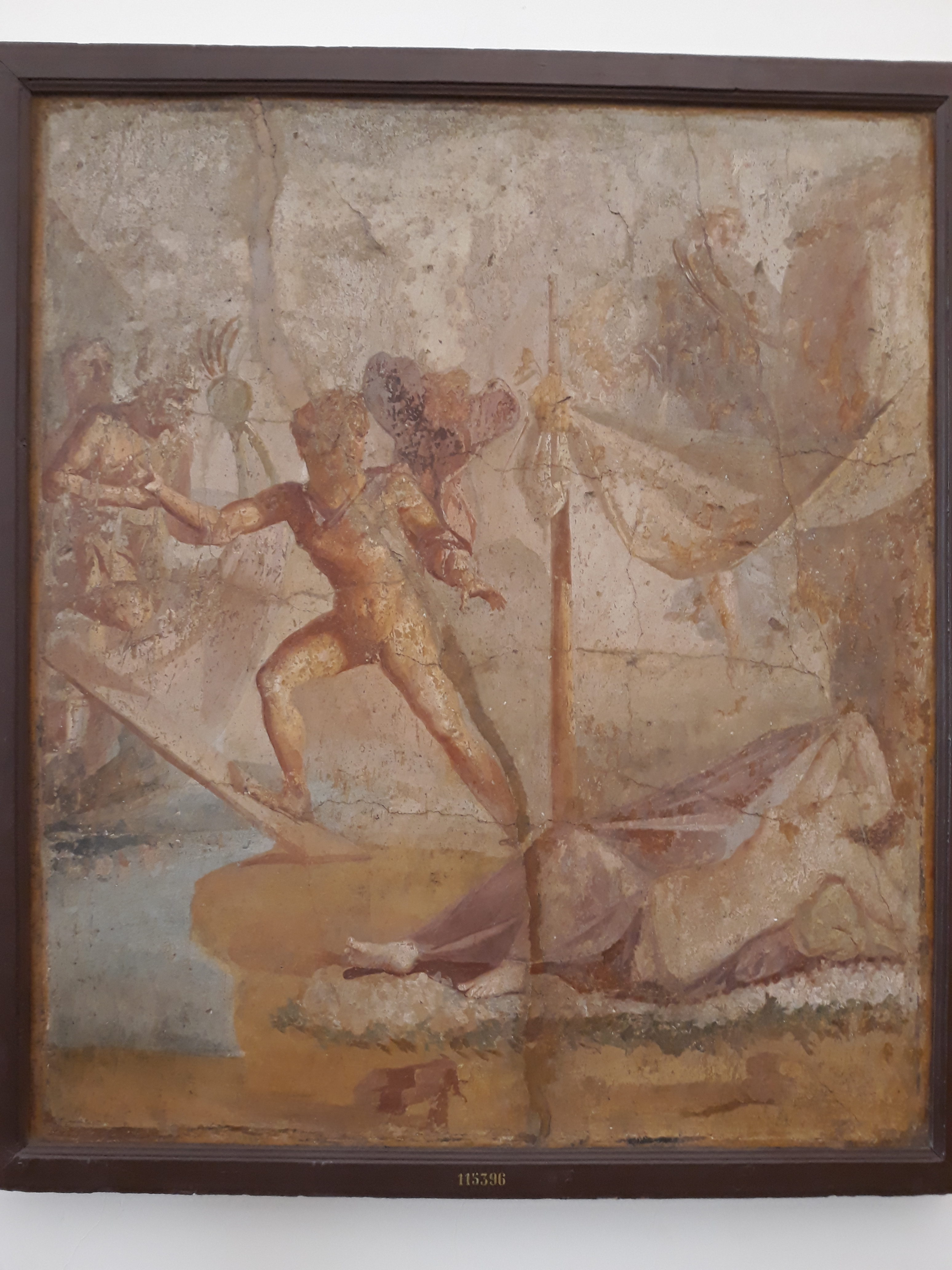
Theseus verlässt Ariadne
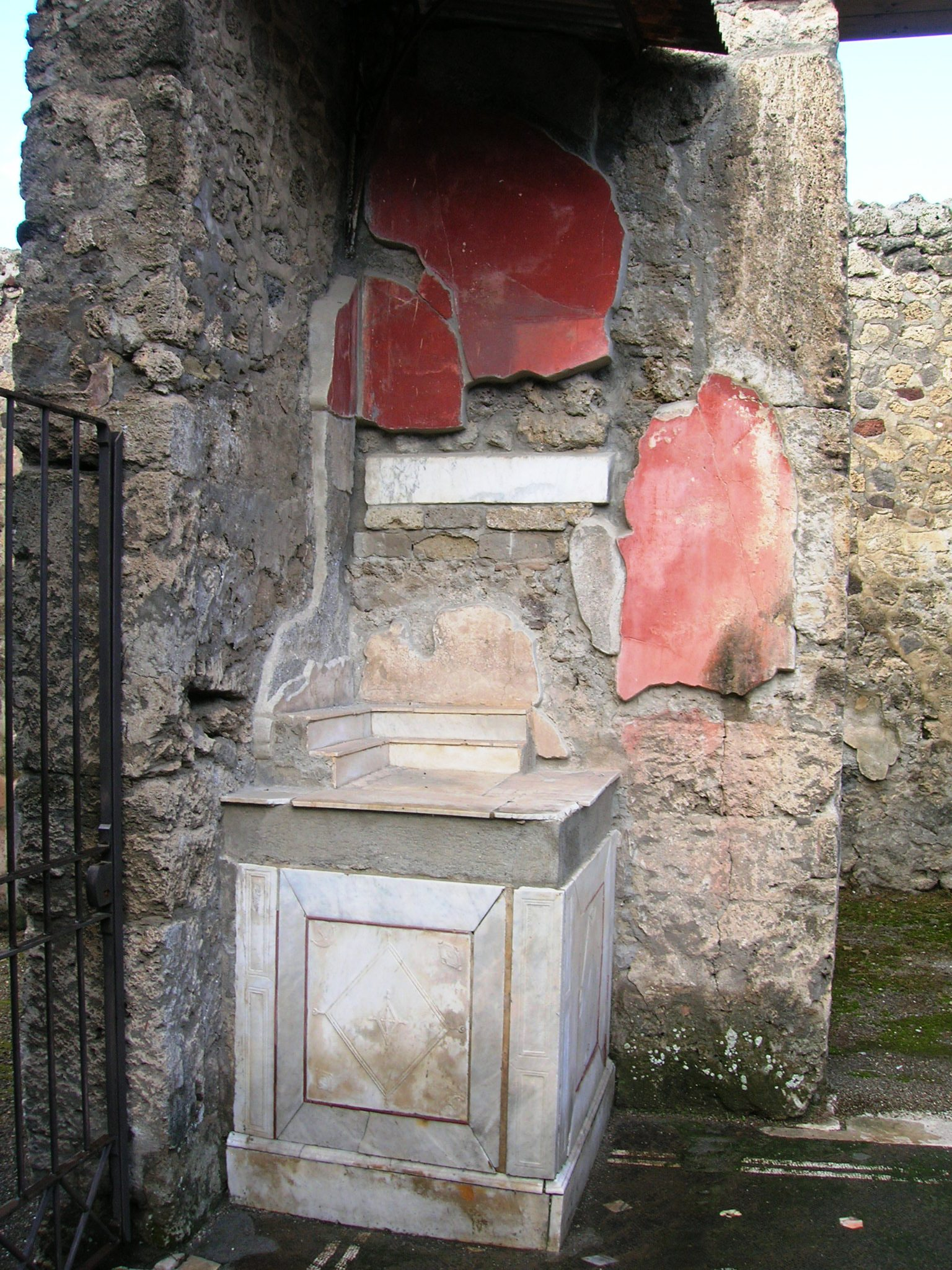
Das Lararium